# Maimuna Adam
Maimuna Adam (Maputo, 1984) é uma artista visual moçambicana, utilizando uma técnica mista baseada em pintura, esculturas de livros, e vídeo-arte. Na sua obra, explora a sua narrativa pessoal e histórica e os conceitos de migração, memória, identidade, pondo em relação imagens e objectos.

## Biografia
Maimuna Adam nasceu em 1984, em Maputo, Moçambique. Depois de ter passado a infância entre Gotemburgo e Maputo, estudou em Mbabane e Pretória.
Vive e trabalha no Reino Unido. 

## Percurso
Licenciou-se em 2008, em Belas Artes na Universidade de Pretória (África do Sul).
Em 2009 juntou-se ao primeiro grupo de formadores do departamento de Artes Visuais do Instituto Superior de Artes e Cultura em Machava, com o qual colaborou até 2012. Participou no projecto Ocupações Temporárias 20.10 - com a instalação de desenhos a carvão e o vídeo Papel na primeira loja da livraria Minerva Central, em Maputo. 
Foi uma das participantes da VI Bienal de São Tomé e Príncipe em Outubro de 2011. Em 2012, para a Bienal MUVART’12 em Maputo, colaborou com a artista Cornelia Enderlein em Entre ali e aqui no Instituto Cultural Moçambique-Alemanha (ICMA).
Em 2014 ganhou uma bolsa de estudo para uma residência de curadoria de 4 meses em IWALEWAHAUS na Universidade de Bayreuth (Alemanha), atribuída pela Alexander Rave Foundation/IFA. Em 2017 foi convidada a fazer parte a residência artística 180º Artists of the South (180º Artistas ao Sul) no HANGAR - Centro de Investigação Artística em Lisboa, com o financiamento da Fundação Calouste Gulbenkian.
Em 2019, foi tutora, ao lado de Ângela Ferreira na UPCycles 2019, de uma residência para PALOP financiada pela Fundação Calouste Gulbenkian, organizada pela Associação Amigos do Museu do Cinema em Moçambique (AAMCM).
Tem participado em diversas exposições colectivas e residências artísticas em locais como: Museu de Arte de Pretória (África do Sul), Museu Nacional de Arte Contemporânea do Chiado (Portugal) e no Museu Nacional de Arte moçambicano.
Maimuna é membro da Associação Kulungwana sedeada em Maputo, onde participa e colabora com periodicidade em exibições e workshops. Nas suas obras recorre a materiais diversos como café, papel de fibra de banana, carvão, tinta acrílica, objectos e livros encontrados.

## Prémios e reconhecimento
- 2012: vencedora na competição de vídeo-arte organizada pela Fundação PLMJ, em Lisboa
- 2009: prémio menção honrosa com o vídeo A Cortina na Bienal TDM’09, Museu Nacional de Arte de Maputo

## Obra
Exposições Individual (Moçambique) 
- 2014 - ¡Toma!, ICMA - Instituto Cultural Moçambique Alemanha, Maputo

- 2013 - Bon Voyage, Galeria "Sala de Espera", Associação Kulungwana, MaputoExposições colectivas

Exposição individual (Internacional)
- 2015: Família, Bayreuth International Graduate School of African Studies (BIGSAS), Bayreuth.

Exposições colectivas (Nacional e Internacional) 
- 2015: Rastros, Museu Capixaba do Negro (MUCANE), Vitória, Espírito Santo.

- 2015: As Margens dos Mares, SESC Pinheiros, São Paulo.

- 2015: Odyssées Africaines, BRASS Centre Culturel de Forest, Bruxelas.

- 2015: Colecção Crescente, Galeria “Sala de Espera”, Associação Kulungwana, Maputo.

- 2014 - Boda Boda Lounge Project em vários espaços

- 2014 - Processos II, Galeria "Sala de Espera", Associação Kulungwana, Maputo

- 2013 - !Kauru: Africa imagined, Museu de Arte de Pretoria

- 2013 - hetero q.b., Museu Nacional de Arte Contemporânea do Chiado, Lisboa

- 2013 - Ocupações Temporárias – Documentos, Fundação Calouste Gulbenkian, Lisboa

- 2013 - Colecção Crescente, Kulungwana, Maputo

- 2013 - Viver neste mundo, Mediateca BCI – Espaço Joaquim Chissano, Maputo

- 2012 - 100 Obras, 10 Anos: Uma Selecção da Colecção da Fundação PLMJ, Fundação Arpad Szenes - Vieira da Silva, Lisboa

- 2012 - _tribune video, École Superieure d’Art de La Réunion, Le Port

- 2012 - Entre ali e aqui, MUVART EXPO’12 Bienal de Arte Contemporânea, ICMA-Goethe Zentrum, Maputo

- 2012 - Colecção Crescente, Kulungwana, Maputo

- 2012 - Africa meets Europe, Atelier Matesh, Breda

- 2012 - César Schofield Cardoso, Maimuna Adam, René Tavares. Galeria Graça Brandão, Lisboa

- 2012 - VI Bienal de São Tomé e Príncipe, Museu da Cidade, Lisboa

- 2011 - VI Bienal de Arte e Cultura, CACAU, São Tomé e Príncipe

- 2011 - Dockanema 6, sessão de Video Arte/Fundação PLMJ

- 2011 - Bienal TDM 2011, Museu Nacional de Arte, Maputo

- 2010 - MUVART EXPO’10Bienal de Arte Contemporânea, Museu Nacional de Arte, Maputo

- 2010 - Mulheres e Fronteiras, Centro Cultural Franco-Moçambicano

- 2010 - Odeio/Amo o futebol, Centro Cultural Franco-Moçambicano

- 2010 - Ocupações Temporárias 20.10, Livraria Minerva Central, Maputo

- 2009 - Bienal TDM'09, Museu Nacional de Arte, Maputo

- 2008 - MUVART EXPO'08 Bienal de Arte Contemporânea, Museu Nacional de Arte, Maputo